# Miss in Her Teens (película)
Miss in Her Teens es una película de comedia de 2014, dirigida por Matthew Butler-Hart, que a su vez la escribió junto a Tori Butler-Hart y basada en la obra Miss in Her Teens de David Garrick, musicalizada por Tom Kane, en la fotografía estuvo Pete Wallington y los protagonistas son Ian McKellen, Simon Callow y Carol Royle, entre otros. El filme fue realizado por Factory Film Studio, Fizz and Ginger Films y Mr. Hart’s Theatrical Company, se estrenó el 15 de abril de 2014.

## Sinopsis
En este largometraje se puede ver a Miss Biddy Bellair mientras hace confrontar a sus enamorados entre ellos mismos para hallar el auténtico amor.